# Tycherus cacumencultor
Tycherus cacumencultor är en stekelart som beskrevs av Diller 2006. Tycherus cacumencultor ingår i släktet Tycherus och familjen brokparasitsteklar. Inga underarter finns listade i Catalogue of Life.